# Blaw-Knox-Sendeturm

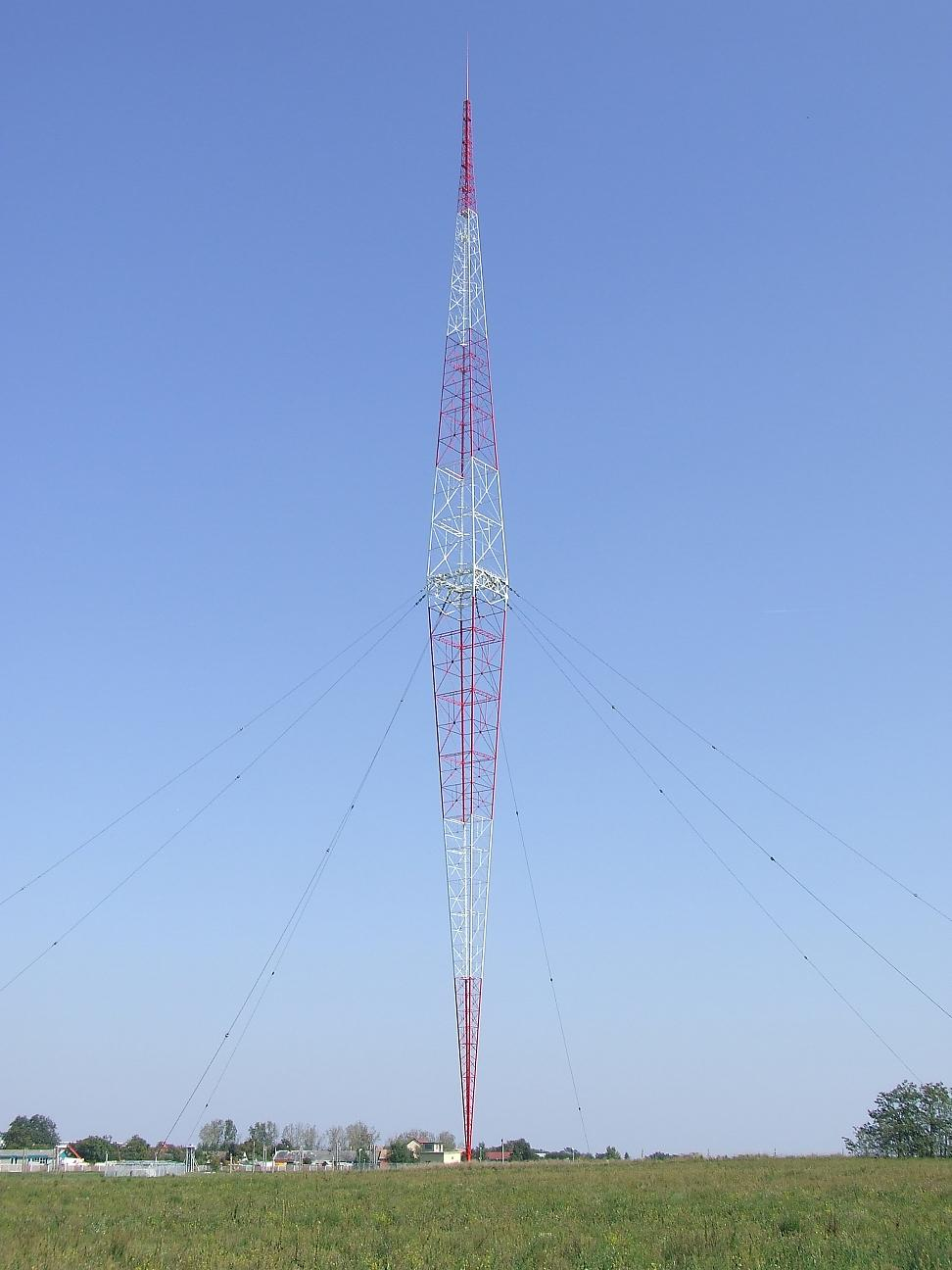
Blaw Knox-Sendemast in Lakihegy, Ungarn

Ein Blaw-Knox-Sendeturm ist ein abgespannter, selbststrahlender Sendemast für Mittelwelle in Form einer Doppelpyramide. Der Blaw-Knox-Sendeturm fungiert als gegen Erde isolierter selbststrahlender Sendemast, dessen Länge üblicherweise ungefähr der Hälfte der abgestrahlten Wellenlänge entspricht.

## Geschichte
Das 1917 gegründete Stahlbauunternehmen Blaw-Knox in Blawnox bei Pittsburgh, Pennsylvania nahm 1927 Sendemasten in seine Produktpalette auf und entwickelte in der Folge rasch einige innovative Antennenvarianten, welche damals bestehende technische Probleme zu lösen versuchten.
Am 30. Juni 1930 wurde der als Doppelpyramide ausgeführte Sendemasttyp zum Patent angemeldet. Als wichtigstes Merkmal nennen die Entwickler in ihrer Patentschrift, dass wegen der stabilen Bauweise des Mastes nur in einer Ebene abgespannt werden müsse, womit vermieden werde, dass über die bisher üblichen vielfach abgespannten Maste an den Seilen zu viel Sendeenergie in den Boden abgeleitet werde.
Zu den patentierten Merkmalen gehört auch eine mit Hilfe eines Elektromotors ein- und ausfahrbare Mastspitze, um eine optimale Abstimmung an die Sendefrequenz zu ermöglichen.
In der Folge entstanden zahlreiche Sendemasten dieses Typs in den USA, aber auch in Europa. Die erste Anlage in Europa unter Verwendung von Blaw-Knox-Sendemasten entstand im Winter 1932/33 am Bisamberg bei Wien. Als Besonderheit wies diese Anlage einen gleichartigen passiven Reflektormast auf, der 115 m vom Sendemast entfernt stand. Die beiden Masten hatten eine Höhe von je 130 m. Die Betriebsaufnahme erfolgte am 28. Mai 1933, am 13. April 1945 wurden die beiden Masten durch abziehende SS-Truppen gesprengt.
In den USA sind noch einige Blaw-Knox-Sendetürme erhalten. Der einzige vollständig in Europa erhaltene steht im ungarischen Lakihegy. Das Design des Fernsehturms Bratislava ähnelt stark dem eines Blaw-Knox-Sendeturms.

## Europa
- Bisamberg, Österreich (2 Masten je ca. 130 m Höhe: Sendemast Winter 1932/1933 errichtet und ab 28. Mai 1933 in Betrieb; Richtmast Herbst 1933 errichtet; beide am 13. April 1945 kriegerisch gesprengt)
- Lakihegy, Ungarn (Baujahr: 1933, Höhe: 314 Meter, nach Sprengung 1948 wiederaufgebaut)
- Liblice, Tschechien (Baujahr: 1936, Höhe: 314 Meter, am 17. Oktober 1972 gesprengt[2])
- Lisnagarvey, Nordirland (Baujahr: 1936, Höhe: 108 Meter, oberer Teil gekürzt (ursprüngliche Höhe 144,8 Meter))
- Stara Sagora, Bulgarien (Baujahr: 1936, Höhe: 88 Meter, 2014 abgerissen)
- Wakarel, Bulgarien (Baujahr: 1937, Höhe: 215 Meter, 2020 abgerissen)
- Ulbroka, Lettland (Baujahr: 1947, Höhe: 125 Meter, 2010 abgerissen)

## USA
- WSM, Nashville, Tennessee – 246 m, Baujahr 1932; ursprünglich 267 m; Turm steht in Brentwood, Tennessee.
- WLW, Cincinnati, Ohio – 227 m, Baujahr 1934; Turm steht in Mason, Ohio.
- WBT, Charlotte, North Carolina – Drei Türme je 130 m hoch, Baujahr 1934 (Westmast) bzw. 1945 (beide andere Masten, West- und Ostmast nach Zerstörung 1989 durch Hurricane Hugo rekonstruiert)
- WFEA, Manchester, New Hampshire – 121 m, Baujahr 1931
- WBNS, Columbus, Ohio – 116 m